# Günter Ismayr

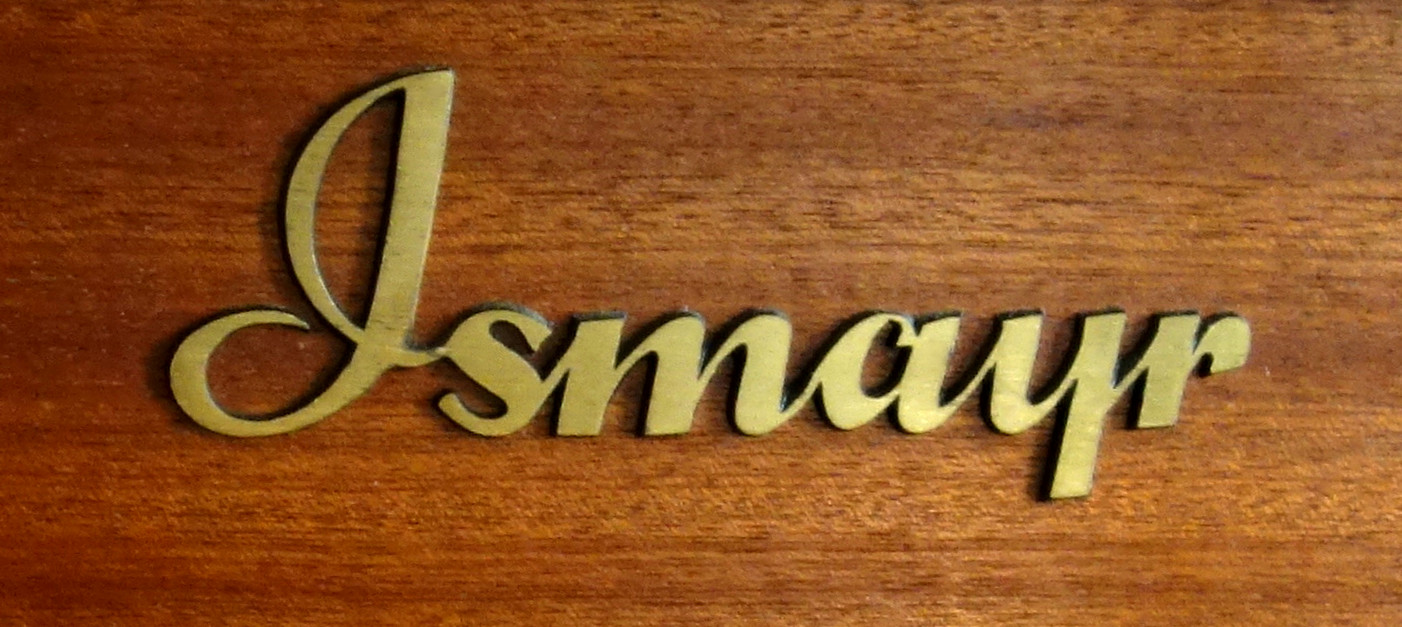
Schriftzug von Orgelbau G. Ismayr

Günter Ismayr (* 17. April 1938 in München) ist ein deutscher Orgelbauer.

## Leben und Wirken
Günter Ismayr erlernte das Orgelbauhandwerk bei Guido Nenninger. In der Folge war er bei namhaften Unternehmen, zuletzt bei Orgelbau Walcker tätig. Nach der Meisterprüfung in Ludwigsburg machte er sich 1971 mit einem eigenen Betrieb in Bernried am Starnberger See selbständig. 1984 verlegte er die Werkstatt nach Weiden in der Oberpfalz und firmierte seitdem als Weidener Orgelbau Günter Ismayr. 1988 gab er das Geschäft auf. Insgesamt erstellte er ungefähr 50 neue Orgeln, ausschließlich mit Schleifladen. Die meisten haben mechanische Spieltraktur, einige auch elektrische.

## Werkliste (Auswahl)
| Jahr | Ort                        | Gebäude                               | Bild | Manuale | Register | Bemerkungen                                                                      |
| ---- | -------------------------- | ------------------------------------- | ---- | ------- | -------- | -------------------------------------------------------------------------------- |
| 1971 | Rottach-Egern              | St. Laurentius Standort               |      | II/P    | 20       | 1996 ersetzt durch Neubau von Anton Staller.                                     |
| 1971 | Frankfurt-Niederrad        | Paul-Gerhardt-Kirche Standort         |      | II/P    | 13       | → Orgel                                                                          |
| 1971 | Saarbrücken                | Adventgemeinde Standort               |      | II/P    | 13       | [ 3 ]                                                                            |
| 1972 | Stein                      | Martin-Luther-Kirche Standort         |      | III/P   | 20       | → Orgel                                                                          |
| 1972 | Hamburg-Barmbek            | Adventgemeinde Standort               |      | II/P    | 11       | [ 4 ]                                                                            |
| 1973 | Gernlinden                 | Bruder Konrad Standort                |      | II/P    | 18       | → Orgel                                                                          |
| 1973 | Wielenbach                 | St. Peter Standort                    |      | II/P    | 17       | 1995 Umbau durch Josef Maier, Hergensweiler (Bild). → Orgel                      |
| 1974 | Karlshuld                  | Christuskirche Standort               |      | I/P     | 6        | → Orgel                                                                          |
| 1974 | Seefeld-Oberalting         | St. Peter und Paul Standort           |      | II/P    | 15       | → Orgel                                                                          |
| 1974 | Hof                        | St. Johannes Standort                 |      | II/P    | 21       | → Orgel                                                                          |
| 1975 | Nürnberg-Mögeldorf         | St. Nikolaus und Ulrich Standort      |      | II/P    | 18       | 1996 von Orgelbau Eule nach St. Moritz in Taucha transferiert. → Orgel           |
| 1975 | Höhenrain                  | Herz Jesu Standort                    |      | II/P    | 20       | → Orgel                                                                          |
| 1975 | Warmensteinach             | Dreifaltigkeitskirche Standort        |      | II/P    | 15       |                                                                                  |
| 1975 | Pestenacker                | St. Ulrich Standort                   |      | I/P     | 6        | → Orgel                                                                          |
| 1975 | Neufahrn                   | St. Martin Standort                   |      | I       | 4        | → Orgel                                                                          |
| 1975 | Schwend                    | Christuskirche Standort               |      | II/P    | 10       | 2009 Renovierung und Neuintonation Orgelbau Rainer Kilbert.                      |
| 1975 | Fürholzen                  | St. Stephanus Standort                |      | I/P     | 7        | ca. 2010 um Tremulant und Jalousieschweller erweitert → Orgel                    |
| 1975 | Ohlstadt                   | St. Laurentius Standort               |      | II/P    | 18       | Umbau und Erweiterung der Franz-Thoma-Orgel von 1800. → Orgel                    |
| 1975 | Günzenhausen               | St. Laurentius Standort               |      | I/P     | 7        | → Orgel                                                                          |
| 1976 | Palsweis                   | St. Urban Standort                    |      | I/P     | 7        |                                                                                  |
| 1976 | Olching                    | St. Peter und Paul Standort           |      | III/P   | 30       | → Orgel                                                                          |
| 1977 | Sielenbach                 | Maria Birnbaum Standort               |      | II/P    | 15       | → Orgel                                                                          |
| 1977 | Traunstein                 | St. Oswald Standort                   |      | III/P   | 33       | 2021 durch Neubau mit III/44 von Orgelbau Klais ersetzt. → Orgel                 |
| 1977 | Bad Tölz                   | Heilig Kreuz (Kalvarienberg) Standort |      | I/P     | 7        | → Orgel                                                                          |
| 1977 | Traunstein                 | Studienseminar St. Michael Standort   |      | II/P    | 18       | → Orgel                                                                          |
| 1978 | Arnstein                   | Christuskirche Standort               |      | I/P     | 8        | [ 5 ] [ 6 ]                                                                      |
| 1978 | Karlsfeld                  | St. Anna Standort                     |      | III/P   | 20       | → Orgel                                                                          |
| 1979 | Pfelling                   | St. Margaretha Standort               |      | II/P    | 16       | Prospekt von 1865. → Orgel                                                       |
| 1979 | Gräfelfing                 | Alt St. Stephan Standort              |      | I/P     | 7        | 1987 Umbau durch Christoph Kaps. → Orgel                                         |
| 1980 | Fürth-Vach                 | St. Matthäus Standort                 |      | II/P    | 24       | [ 7 ]                                                                            |
| 1980 | Weiltingen                 | St. Peter Standort                    |      | II/P    | 15       | Prospekt und 6 alte Register der Orgel von Paulus Prescher, Nördlingen von 1685. |
| 1980 | Niederwerrn                | Evang. Kirche Standort                |      | II/P    | 13       | → Orgel                                                                          |
| 1980 | Beckenried                 | Ridlikapelle Standort                 |      | II/P    | 8        | Hausorgel; 2010 von Biel nach Beckenried versetzt. → Orgel                       |
| 1981 | Iffeldorf                  | Heuwinklkapelle Standort              |      | I/P     | 6        | → Orgel                                                                          |
| 1981 | Unterhausen                | Mariä Heimsuchung Standort            |      | II/P    | 10       | → Orgel                                                                          |
| 1981 | Reusch                     | St. Marien Standort                   |      | II/P    | 12       | → Orgel                                                                          |
| 1981 | Füssen                     | Christuskirche Standort               |      | II/P    | 18       | 1992 von Orgelbau Schmid auf II/19 erweitert; 2009 Umbau durch Orgelbau Jocher.  |
| 1982 | Egglkofen                  | Mariä Himmelfahrt Standort            |      | II/P    | 17       | → Orgel                                                                          |
| 1982 | Pullach                    | St. Nikolaus Standort                 |      | II/P    | 14       | → Orgel                                                                          |
| 1983 | Adlkofen                   | St. Thomas Standort                   |      | II/P    | 14       | → Orgel                                                                          |
| 1984 | Altenstadt an der Waldnaab | Heilige Familie Standort              |      | II/P    | 20       | → Orgel                                                                          |
| 1985 | Inkofen                    | Mariä Lichtmess Standort              |      | II/P    | 11       | → Orgel                                                                          |
| 1985 | Altheim                    | St. Peter Standort                    |      | II/P    | 14       | → Orgel                                                                          |
| 1985 | Mehlmeisel                 | St. Johannes Standort                 |      | II/P    | 21       |                                                                                  |
| 1986 | Reutte/Tirol               | Dreieinigkeitskirche Standort         |      | II/P    | 12       | → Orgel                                                                          |